# Musée de la guerre des Boers
Le musée de la guerre des Boers (Anglo-Boer War Museum) est situé à Bloemfontein, en Afrique du Sud. Il est consacré principalement à la seconde guerre des Boers (1899-1902) mais aussi évoque la Rébellion Maritz de 1914. Il présente la plus grande collection d'objets, de photographies et de souvenirs liés à ce conflit.
Le musée fait une large place aux souffrances subies par les civils boers dans les 49 camps de concentration britanniques mis en place pour eux durant la seconde guerre des Boers en Afrique du Sud, mais s'intéresse aussi aux Boers déportés aux Bermudes, en Inde et au Portugal ainsi qu'aux contingents étrangers qui se sont engagés, parfois individuellement, dans le conflit. Depuis la fin de l'apartheid, le musée autrefois strictement axé sur les Afrikaners et le conflit avec les Britanniques évoque également les victimes noires qui avaient également été internées dans ces camps de concentration.
Le site du musée comprend également un certain nombre de mémoriaux, de statues, mais aussi les sépultures de plusieurs personnalités boers ainsi que celle d'Emily Hobhouse, la pacifiste britannique qui avait dénoncé les conditions de vie dans les camps de concentration britanniques. Le mémorial du Nasionale Vrouemonument rend notamment hommage aux 26 000 femmes et enfants boers morts dans ces camps (sur environ 144 000 boers internés).

## Historique
À la suite de l'inauguration du Nasionale Vrouemonument en 1913, le comité chargé du monument proposa l'établissement d'un musée destiné à la préservation de l'histoire des souffrances de la population civile boer et des objets de la guerre anglo-boer.
La construction dudit musée, de style bauhaus commença en 1930 sur les plans de l'architecte Frans Soff et le 30 septembre 1931, le Musée de la guerre fut officiellement inauguré par le général James Barry Munnik Hertzog, vétéran de la guerre, député et premier ministre d'Afrique du Sud.
En 1934, la gestion du musée fut transférée au gouvernement puis en 1953, il devient un musée indépendant doté de son propre conseil. Dans les décennies suivantes, il fut agrandi et ses collections enrichies d'objets liés à la guerre des Boers.

### Muséographie post-apartheid
Jusqu'à la fin de l'apartheid en 1991, le musée de la guerre des Boers fait quasiment l'impasse sur les autres victimes d'ascendance africaine et de langue bantou des camps de concentration britannique, qu'elles aient péri soit dans les camps destinés à la population civile boer, soit dans des camps d'internement destinés aux autochtones (native camps), situés souvent à proximité immédiate des camps destinés à la population boer.
Ces populations avaient pourtant aussi participé, comme acteurs ou victimes, à la guerre des Boers. En 1983, Peter Warwick avait exploré dans son ouvrage Black people and the South African War (1899-1902) la participation de ces populations à cette guerre et mentionnait que 7 000 à 9 000 serviteurs noirs et métis (les agterryers) avaient escorté les Boers dans la phase initiale du conflit puis beaucoup moins durant la guerilla. Du côté des britanniques, ils furent employés à diverses tâches accessoires avant de tenir des rôles plus importants comme éclaireurs, courriers ou gardes (environ 30 000 noirs et métis). Cependant, dès lors qu'elles ne participaient pas à l'effort de guerre britannique, de nombreuses familles noires et métis étaient chassées avec les familles boers des théâtres des opérations et internées (soit environ 115 000 personnes).
En 1996, le musée publie un fascicule de neuf pages relatif au sort de ces populations noires et métis internées, intitulé Black Concentration Camps during the Anglo-Boer War.
Dans son rapport 2019-2020, l'administration du musée souligne son objectif d’incorporer tous les aspects de la guerre des Boers ainsi que de toutes les communautés impliquées ou impactées,.
A la veille des commémorations de la seconde guerre des Boers, le conseil d'administration du musée est profondément renouvelé par le gouvernement sud-africain au motif de restructuration et de transformation. Des Zoulous du KwaZulu-Natal, sans connaissance particulière sur la guerre des Boers furent nommés à six des neuf sièges du conseil d'administration, provoquant de vifs mécontentements au sein de la direction du musée. Une procédure juridique fut engagée contre Ben Ngubane, le ministre responsable de  ces nominations avant que la question ne soit réglée à l’amiable avec la nomination d'un nouveau conseil avec des membres désignés à parité entre le ministre et la direction du musée.

## Expositions
Le musée est situé au sein d'un parc, dominé par l'obélisque du Nasionale Vrouemonument, comprenant des statues, des stèles, des wagons et des murs commémoratifs dont l'essentiel du récit est la souffrance et les combats du peuple boer.
Les sept salles d'exposition permanente du Musée offrent un aperçu du contexte historique, du déroulement de la guerre, des forces engagées, de son impact et des souffrances des populations civiles et de la vie dans les camps,
- salle Général Louis Botha : dédiée aux Kommandos Boers et aux armes à feu
- salle Général De la Rey : présentant des artefacts de la conférence de Bloemfontein (31 mai au 5 juin 1899) et des peintures de Sylvester Reisacher (1862-1916) consacrées aux principales batailles de la guerre.
- salle Général de Wet : nombreuses peintures et portraits consacrées à la guerre des Boers et à ses acteurs, issues du théâtre Transvalia de Rotterdam (détruit dans les années 1970).
- salle Emily Hobhouse : consacrée à la philanthrope britannique et aux victimes boers des camps de concentrations
- salle Président Paul Kruger : consacrée aux camps de concentrations et aux camps de prisonniers boers en Afrique du Sud, à Ceylan, aux Indes, à Sainte Hélène et aux Bermudes. Exposition des bustes des présidents du Transvaal et de l'État libre d'Orange.
- salle Sol Plaatje [1]: dédiée aux populations noires et de couleurs impliquées et/ou victimes de la guerre à divers titres, la salle porte le nom du seul sud-africain noir connu pour avoir tenu un journal durant la guerre et plus particulièrement durant le siège de Mafeking[1].
- salle Lord Fredrick Sleigh Roberts : consacrée aux forces britanniques et des territoires de l'Empire ayant participé à la guerre des Boers

## Monuments

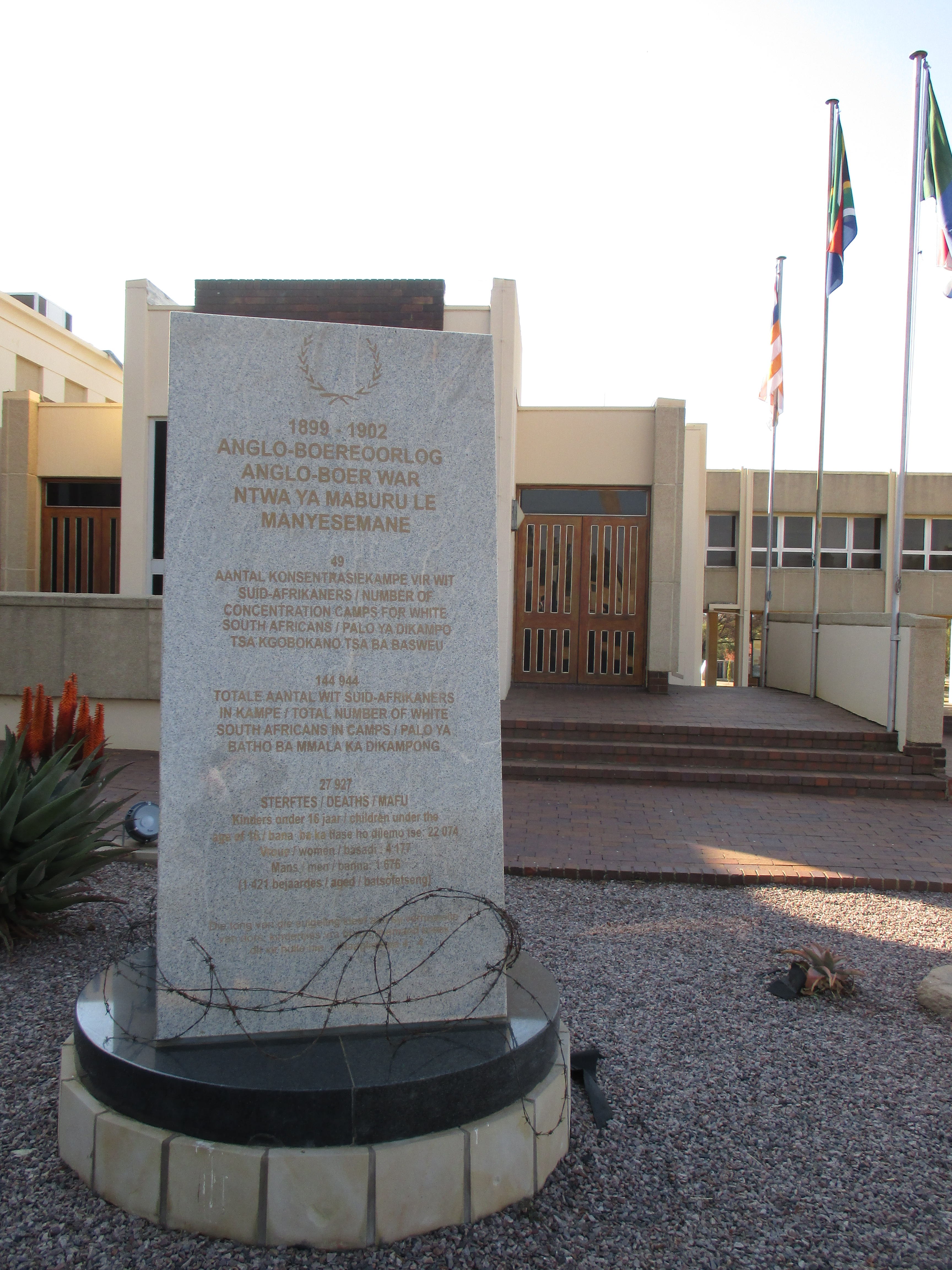
Borne commémorative rappelant le nombre de camps de concentration, le nombre de boers internés et le nombre de morts.

Divers monuments et mémoriaux sont exposés à l'extérieur du musée notamment : 
- le Nasionale Vrouemonument (1913)
- une (grande) maison de poupée (1914-1915), construite lorsqu'ils étaient détenus dans le vieux fort de Johannesburg par divers rebelles, emprisonnés pour avoir participé à la rébellion Maritz
- la statue de Martinus Theunis Steyn (1929 mais depuis 2020 devant l'entrée du musée)
- Un bloc de ciment (1938), sur lequel sont gravées des traces de roues de chars à bœufs, symbolise le grand trek de 1838.
- la statue des déportés (1983) : sculpture de Danie de Jager, elle représente un vieil homme et un jeune garçon boer, forcés à s'exiler par les Britanniques, regardant tristement par-dessus la rambarde d'un bateau leur patrie bien-aimée au-dessous de l'horizon. Cette statue honore les prisonniers de guerre, morts à l'étranger[1]. À la base de la statue figure une plaque de bronze affichant les noms de ceux qui sont morts dans les camps de concentration et en déportation hors d'Afrique du Sud.
- la statue de l'adieu (1986) : Œuvre du sculpteur Danie de Jager, il représente l'adieu d'une femme à son mari répondant à l'appel aux armes pour rejoindre les Kommandos boers[8],[1]. Le sentiment d'urgence est notamment symbolisé par le cheval fougueux et le bébé endormi dans les bras de la femme.
- la statue équestre du combattant jusqu'au-boutiste (Die Bittereinder - 1994) : située sur une colline adjacente au musée, la statue équestre en bronze du combattant boer jusqu'au-boutiste est orienté vers Bloemfontein. Œuvre également de Danie de Jager, le combattant boer est représenté dans une position de lassitude, marqué par les privations[1], les vêtements élimés, l'apparence hirsute et les épaules voûtées. Son cheval est décharné. Cette pose symbolise les sacrifices faits pour résister à l'ennemi ainsi que l'inéluctabilité de la défaite.
- La statue du Cavalier arrière (die Agterryers) : hommage aux auxiliaires noirs des combattants des Komandos boers (œuvre de Phil Minnaar en 2013)[9]
- un jardin du souvenir (2015) : Œuvre du cabinet d'architecture d'Anton Roodt, les noms connus des  femmes et enfants morts dans les camps sont inscrits sur un mur par ordre alphabétique. Il intègre les victimes Boers mais aussi les victimes noires et coloureds internées dans des camps séparés soit 35 000 des environs 51 927 personnes mortes dans les camps [10].
- Diverses plaques et stèles commémoratives honorent également les Komandos boers et les contingents étrangers[11].
- un mémorial pour enfants, dédiés à tous les enfants sud-africains touchés par la guerre d'Afrique du Sud (1899-1902)[12],[13]

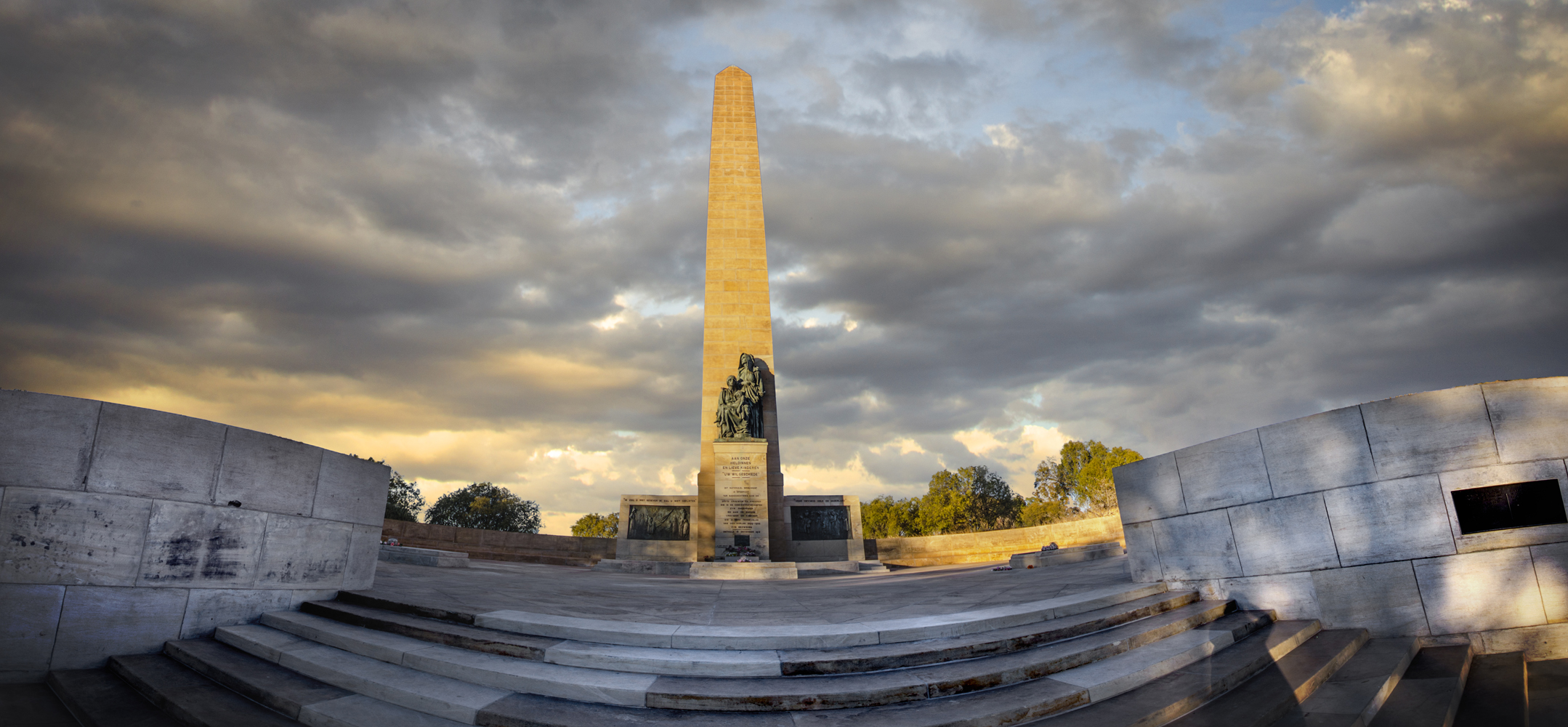
Le Nasionale Vrouemonument.
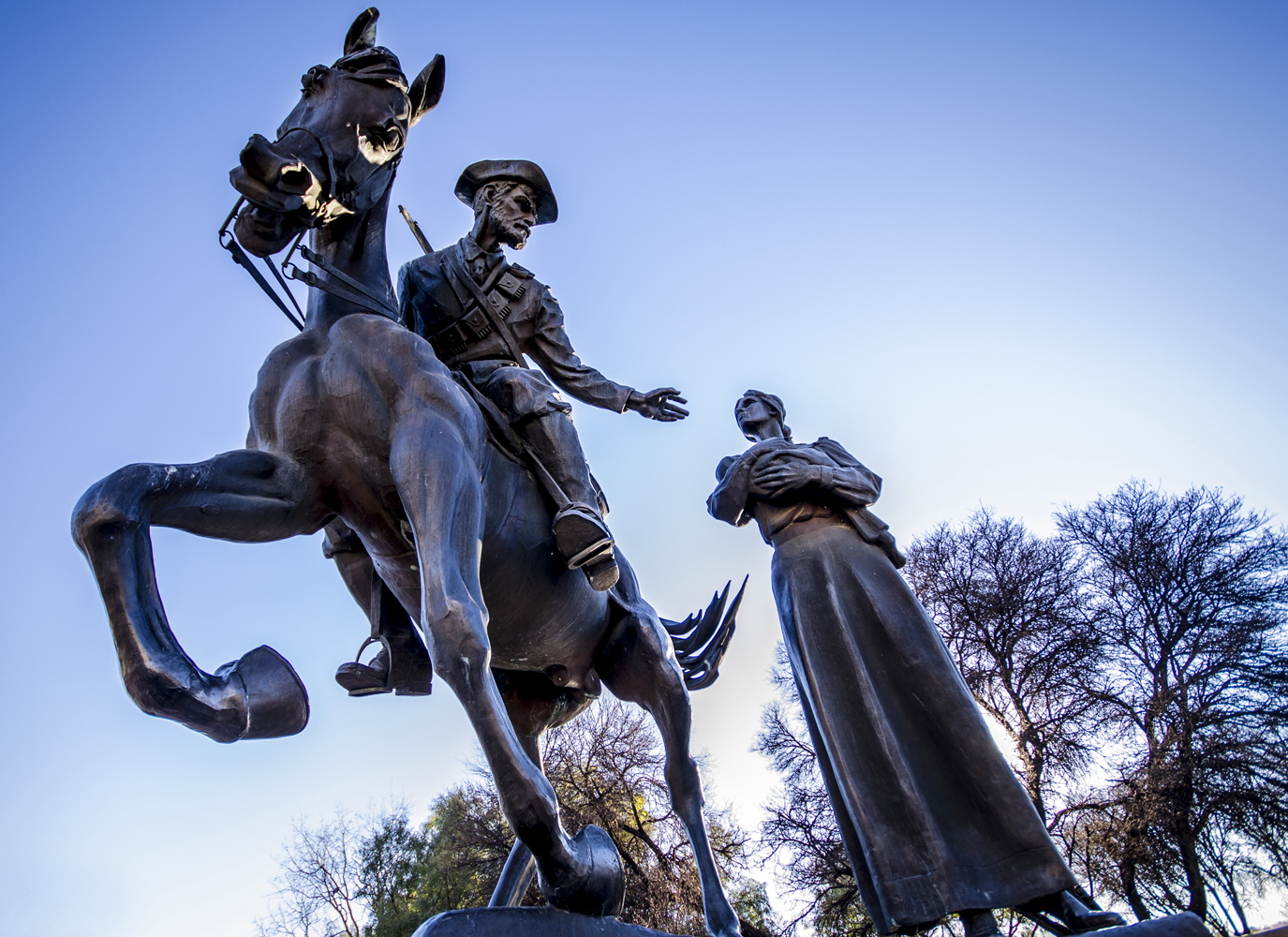
La statue des adieux du Boer à sa femme et son enfant.
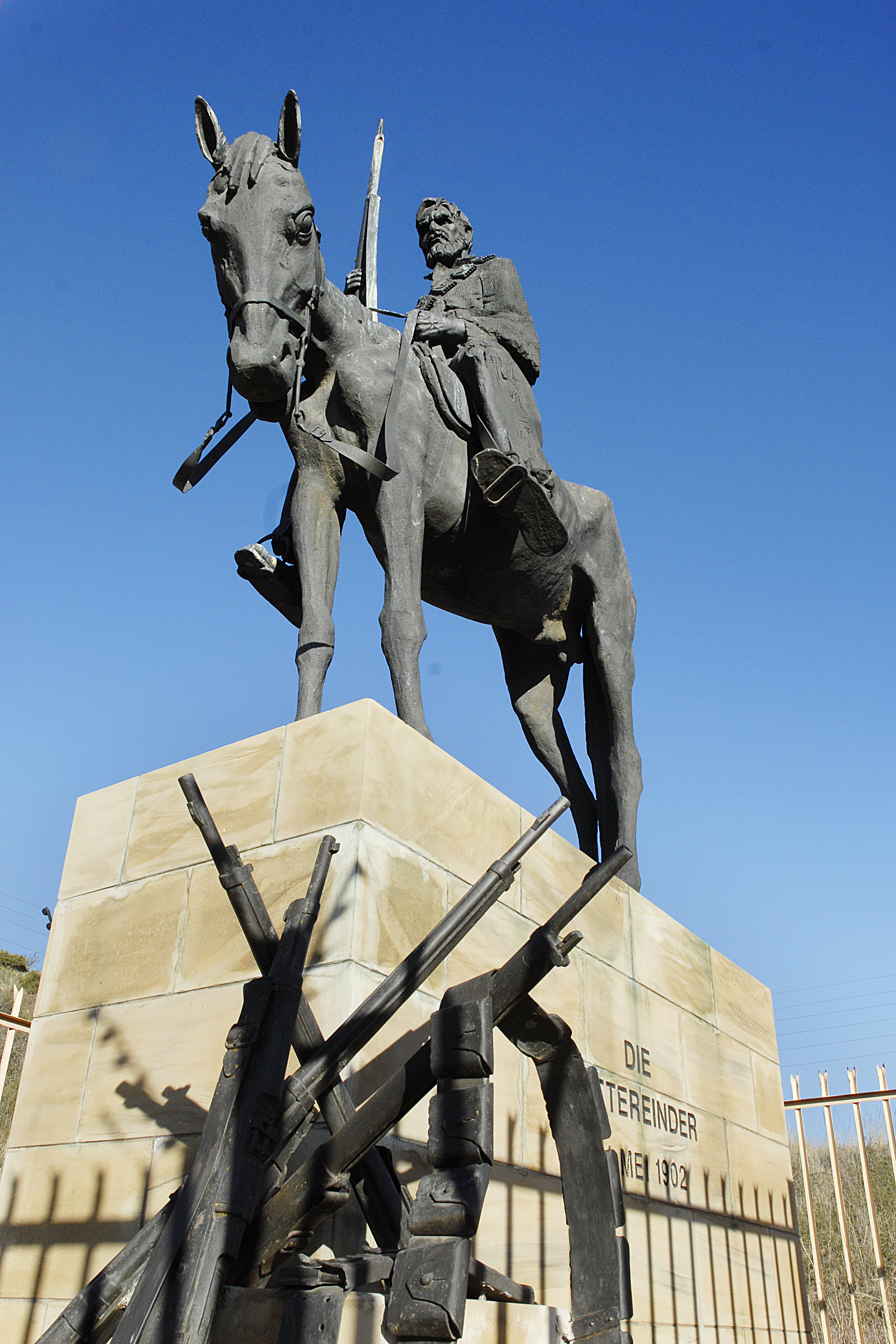
La statue du combattant patriote.

## Sépultures
Quelques personnalités sont enterrées dans l'enceinte du Nasionale Vrouemonument : 
- Marthinus Theunis Steyn (1916), président de l'État libre d'Orange
- Le général Christiaan de Wet (1922)
- Emily Hobhouse (cendres, 1926),
- Le Reverend John Daniel Kestell (1941), ministre de l'Église réformée néerlandaise, traducteur biblique, auteur et leader culturel
- Mme Tibbie Steyn (1955), veuve du président Steyn